# Альгрин, Жан I
Жан I Альгрин (Jean Halgrin, O.S.B.Clun., также известный как Jean d’Abbeville; также встречается форма имени Giovanni, а фамилии Halgren, Hollegrin, Allegrin, Alegrin) — католический церковный деятель XIII века. Долгое время был профессором теологии Парижского университета. Был избран архиепископом Безансона в марте 1225 года. 
23 декабря 1226 года был назначен латинским патриархом Константинопольским, но от поста отказался.
На консистории 18 сентября 1227 года был провозглашен кардиналом-епископом Сабины.